# Клеј (Алабама)
Клеј (енгл. Clay) град је у америчкој савезној држави Алабама. По попису становништва из 2010. у њему је живело 9.708 становника.

## Демографија
Према попису становништва из 2010. у граду је живело 9.708 становника, што је 4.761 (96,2%) становника више него 2000. године.
| Група             | 2000.         | 2010.         |
| Белци             | 4.832 (97,7%) | 8.093 (83,4%) |
| Афроамериканци    | 35 (0,7%)     | 1.292 (13,3%) |
| Азијати           | 20 (0,4%)     | 59 (0,6%)     |
| Хиспаноамериканци | 20 (0,4%)     | 127 (1,3%)    |
| Укупно            | 4.947         | 9.708         |

## Познате особе из Клеја
Клејн Крофорд, филмски и ТВ глумац